# Jean-Yves Petiteau
Jean-Yves Petiteau est un sociologue français, chercheur au CNRS, à l'École nationale supérieure d'architecture de Grenoble (Unité Ambiances architecturales et urbaines) et à l'École nationale supérieure d'architecture de Nantes (Laboratoire Langages, actions urbaines, altérités), né le 8 novembre 1942 à Nantes (Loire-Atlantique) et mort le 12 février 2015  à Saint-Jean-de-Boiseau, Il a travaillé particulièrement sur « art et anthropologie », sur la mise en scène dans l'espace public, ainsi que sur les rapports entre image et récit.

## Biographie
Jean-Yves Petiteau pratique notamment la méthode de l'« itinéraire », une démarche d'enquête, qui interroge la place accordée à la parole et à l'image. « Lors de la journée de l'itinéraire l'autre devient guide. Il institue un parcours sur un territoire et l'énonce en le parcourant. Le sociologue l'accompagne... Le territoire est à la fois celui qui est expérimenté et parcouru dans l'espace-temps de cette journée, et celui du récit métaphorique. L'interviewé nous livre en situation une histoire au présent et la mise en scène de cette journée particulière confère à son récit la portée d'une parabole. »
« Dans ce projet, la narration est appréhendée comme ce qui donne sens au réel, ou plus précisément le sens se construit au fil du récit. Il se réinvente au présent. Il se fait chemin faisant dans le temps. Dans son déroulement, le récit dévoile des lieux. Il offre une nouvelle appréhension du territoire. »
Il est l'auteur, avec Élisabeth Pasquier de Cultiver son jardin, Chroniques des jardins de la Fournillère 1992-2000.
L'un de ses textes, publié en revue, est intégralement repris dans le film Itinéraire de Jean Bricard de Danièle Huillet et Jean-Marie Straub.

## Ouvrages
- Dockers à Nantes. L'expérience des itinéraires. avec Bernard Renoux, direction de l'édition Didier Tallagrand, Nicolas  Tixier, Maïlys Toussaint, ESAAA Editions / Presses du réel, 2018, 132 p.
- Nantes, récit d'une traversée. Madeleine/Champ de Mars, Paris, Dominique Carré éditeur, 2013, 304 p.
- « Espaces publics et cultures urbaines » Actes du séminaire CIFP de Paris 2000-2001-20002 « Déconstruction méthodique la méthode des itinéraires » Jean-Yves Petiteau IUP Paris, Décembre 2002.
- "L'espace urbain en méthode"(2I9 pages) sous la direction de Michèle Grosjean et Jean-Paul Thibault."La méthode des itinéraires: récits et parcours"Jean-Yves Petiteau, élisabeth Pasquier, p.63 à 78. éditions Parenthèses, collection, Eupalinos,Juin 200I Marseille. Juin 2001
- "Processus du sens; sociologues en ville 2 Sous la direction de Sylvia Ostrowetsky "Je marche donc je suis, ou les jalons de l’être dans la méthode des itinéraires" Jean-Yves Petiteau, (page 114 à 128) collaboration Élisabeth Pasquier, et "La lecture de la ville dans ses potagers" Élisabeth Pasquier en collaboration avec Jean-Yves Petiteau (P.95 à 113) Éd. l’Harmattan, Paris. Octobre 2000.
- "Marais et zones humides", culture, sociétés et territoires. Sous la direction de Martine Bergues, Corinne Boujot, François Xavier Trivière. Aestuaria, 2000, 1er éd. Ass. Aestuarium, Auteurs Raphaël Larrere, Corinne Boujot, Bernard Traimond, Didier Fleury, Anne Vautier-Vezier, Geneviève Bédoucha, Jean-Paul Billaud, Laurence Carré, Martine Bergues, André Vincent, Bernard Picon, Éric Foulquier &Jacques Marcadon, Michel Danais, Laurent Le corre, Anne Stenger, Jean-Yves Petiteau, Érik Petiteau. Juillet 2000.
- CH.sciences humaines et environnement Jean-Yves Petiteau in : "Approche de l’estran, itinéraires dans l’estuaire de la Loire" (pages 251 à 259), éd. Ass. Aestuarium Cordemais 44.
- Le Projet urbain Enjeux, expérimentations et professions, actes du colloque les sciences humaines et sociales face au projet urbain organisé par l'INAMA et SHS-TEST, à Marseille, les 31 janvier et 1er février 1997. Sous la direction d'Alain Hayot et André Sauvage « Déplacements : entre sciences sociales et architecture » Jean-Yves Petiteau, p. 266 à 278.(12 pages) février 2000.
- Extensions, Villa(s) 7, 1996: catalogue de l'Académie de France à Rome, Villa Médicis, département de Loire-Atlantique, villa Lemot ; chapitres de Jean-Yves Petiteau : « La méthode des itinéraires, récits et parcours. Jean-Michel Othoniel, itinéraire. Alain Sonneville, itinéraire. Niek Van de Steeg, itinéraire » (30 pages), Académie de France à Rome Villa Médicis, département de Loire-Atlantique Villa Lemot. Carte Segrete s.r.l.1996 Roma. Septembre 1996.
- Dans Les Actes du séminaire: villes imaginaires et création artistique, article de Jean-Yves Petiteau: Marcher, penser, parler... Les itinéraires, 8 pages / 116 pages, les auteurs sont les conférenciers du séminaire, cité plus loin, Merveilleux urbain éditeur et les auteurs, Nancy, mai 1996.
- 6e conférence internationale Espace et urbanisme souterrains Actes proceedings, sous la direction de Sabine Barles, Paris la Villette ; exposé de Jean Yves Petiteau dans: Spécificités du monde souterrain « Ethnographie de parcours en milieu souterrain : Itinéraire de Madame B., Conservateur au Louvre » 5 p.: EUS 95 a été organisé par le laboratoire Théorie des Mutations urbaines CNRS URA 1244 et GDR 1101 Sol urbain. Institut français d'urbanisme Cité Descartes 4, rue Alfred Nobel F. 77420 Champs - sur - Marne, avec le concours du ministère de l'aménagement et du territoire, de l'équipement et des transports: Direction de la recherche et des affaires scientifiques et techniques (DRAST), Plan Génie civil, Secrétariat permanent du plan urbain ; du ministère du logement Secrétariat permanent du plan construction et Architecture; de l'association internationale des travaux en souterrain (AFTES); du groupement d'études et de coordination de l'urbanisme souterrain (GECUS); de l'association Espace souterrain et placée sous les auspices de l'UNESCO. 652p. : 29 septembre 1995.
- R. Cortinovis, J.Y. Petiteau Culture et recalcification urbaine; le cas de Douarnenez. Pour le plan construction. Ed. Ville recherche diffusion Nantes. Juin 1994.
- Itinéraire de Dany Rose, Revue 303, 1991.
- Itinéraire du grand Desbois, Les Annales de la recherche urbaine, 1995.
- J.Y. Petiteau, photographies de Bernard Renoux Itinéraire de Serge Éliard, alias Belmondo et Du génie du lieu au lieu commun (41 pages)(dans Génius loci, éditions de la différence, collection mobile_matière. Paris.
- B. et CL. Barto et J.Y. Petiteau, De la Villette à Saint-Herblain ; article de J.Y. Petiteau : L'Homme de l'asphalte, présentation H. Tonka, dans Architecture et Cie C.C.I. Paris.